# Kommando Operative Führung Eingreifkräfte
Das Kommando Operative Führung Eingreifkräfte (KdoOpFüEingrKr) war von 2005 bis 2013 eine Dienststelle der Streitkräftebasis der Bundeswehr mit Sitz in Ulm. Es stellte Personal und Material zur Führung multinationaler Land-, Luft- und Seestreitkräfte der Europäischen Union bei Auslandseinsätzen in einem Spektrum von humanitären und friedenssichernden Operationen bis hin zu Kampfeinsätzen. Tatsächlich Auslandseinsätze geführt oder sich an diesen beteiligt hatte das Kommando Operative Führung Eingreifkräfte nicht.

## Geschichte
Das Kommando Operative Führung Eingreifkräfte wurde im Oktober 2005 aus Teilen des II. Deutsch-Amerikanische Korps aufgestellt. Seit Juli 2006 gehörte das Kommando der Streitkräftebasis an. Im Juli 2013 ging das Kommando im neuen Multinationalen Kommando Operative Führung auf.

## Hintergrund
Zur weltweiten Krisenintervention kann die EU im Rahmen der Gemeinsamen Sicherheits- und Verteidigungspolitik (GSVP) auf Streitkräfte ihrer Mitgliedsländer mit einer Stärke von bis zu 60.000 Soldaten zurückgreifen. Deutschland hat sich dabei zu einem Beitrag von bis zu 18.000 Soldaten und zur Führung dieser Kräfte verpflichtet.

## Aufgaben
Mit dem KdoOpFüEingrKr stellte die Bundeswehr Personal und Material für ein Hauptquartier bereit, das im Bedarfsfall innerhalb kürzester Zeit militärische Operationen führen konnte. Für Einsätze im Rahmen der GSVP, zum Beispiel bei einer Aktivierung einer EU Battlegroup, konnte das Kommando dabei sowohl auf militärstrategischer Ebene als Operation Headquarters (OHQ), als auch auf operativer Ebene als Force Headquarters (FHQ) eingesetzt werden.

### Einsatz als Operation Headquarters (OHQ)
Ein OHQ untersteht für den Einsatz direkt dem entsprechenden politischen Führungsgremium der EU, dem Politischen und Sicherheitspolitischen Komitee (PSK). Die Aufgabe als OHQ besteht primär darin, die Vorgaben der Politik in militärische Weisungen und Aufträge umzusetzen. Eine Vorgabe kann zum Beispiel die Sicherung einer Wahl in einem Staat sein. Das OHQ übersetzt diese politische Forderung in ein militärisches Gesamtkonzept und identifiziert die dazu notwendigen Kräfte. So wurde zum Beispiel die EU-Mission im Kongo (EUFOR RD Congo) vom durch Deutschland gestellten OHQ in Potsdam aus geführt.
Im Juli 2009 hatte das KdoOpFüEingrKr diese Aufgabe vom Einsatzführungskommando übernommen. In einem Einsatz hätte es auf die ortsfeste Infrastruktur in der Henning-von-Tresckow-Kaserne in Potsdam zurückgegriffen. Dort sind notwendige Einrichtungen wie etwa eine Operationszentrale mit Satellitenverbindungen zur weltweiten Kommunikation vorhanden.
Neben dem Personal des Ulmer Kommandos wurden Verstärkungskräfte anderer EU-Staaten hinzugezogen. Die Personalstärke des OHQ ist von Art und Umfang der Mission abhängig.

### Einsatz als Force Headquarters (FHQ)

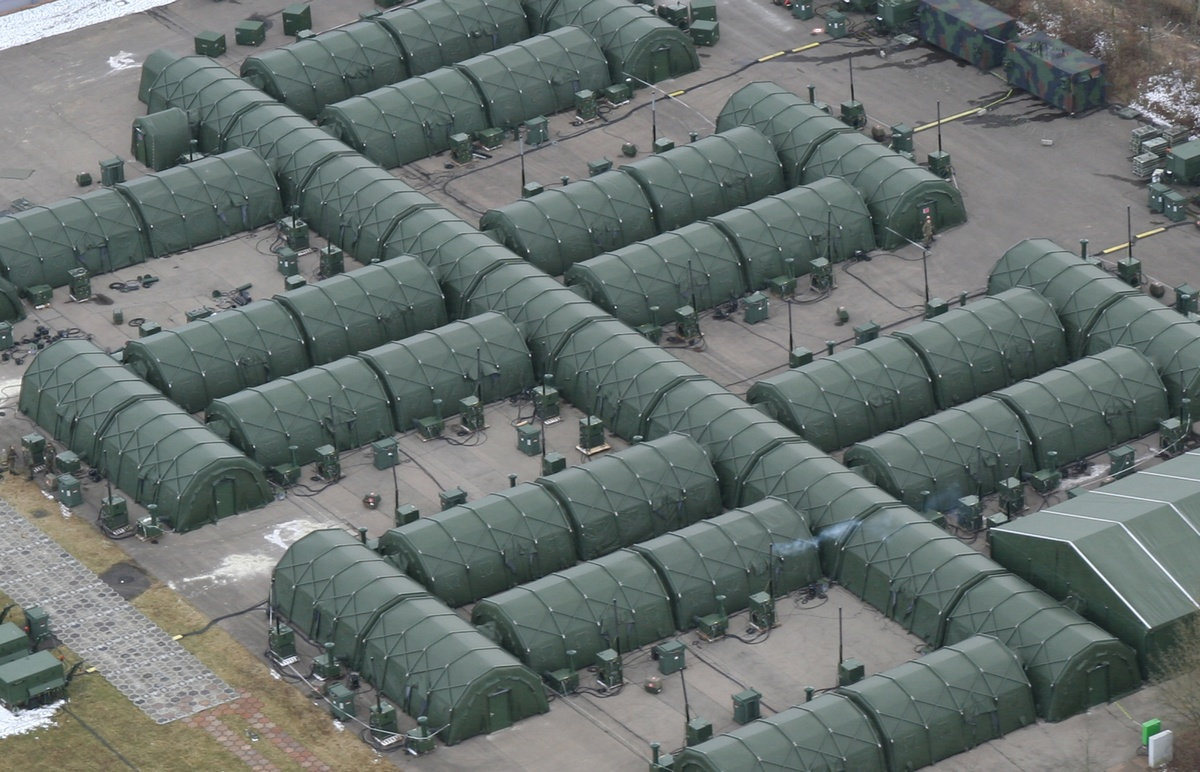
Das Force Headquarters (FHQ) des KdoOpFüEingrKr in Modulbauweise aus Zelten während einer Übung

Die Aufgabe als Force Headquarters (FHQ) auf operativer Ebene bedeutet, dass die strategischen, militärpolitischen Vorgaben in konkrete Befehle und Planungen für die ausführenden Streitkräfte umgesetzt werden. Das FHQ führt im äußersten Fall Truppen bis zu einer Gesamtstärke von 60.000 Mann. Diese werden je nach Art des Einsatzes modular zusammengestellt und können Land-, Luft-, Seestreitkräfte sowie Spezialkräfte umfassen.
Das FHQ verlegt in das Einsatzland beziehungsweise in dessen Nähe, um von dort die Kräfte zu führen. Für den Gefechtsstand werden Zelte und Container vorgehalten.
Das Kommando band bei seinen Übungen bereits frühzeitig auch Polizeikräfte sowie Mitarbeiter staatlicher wie nicht-staatlicher Organisationen mit ein.

## Organisation
Das KdoOpFüEingrKr unterstand dem Stellvertreter des Generalinspekteurs der Bundeswehr und Inspekteur der Streitkräftebasis, für den Einsatz dem Einsatzführungskommando der Bundeswehr.
Geführt wurde das KdoOpFüEingrKr durch einen Befehlshaber im Dienstgrad Generalleutnant. Er wurde unterstützt durch einen Stab, dem rund 280 Soldaten aller Teilstreitkräfte aus acht Nationen angehörten und der sich wie folgt zusammensetzte:
- Rechtsberater
- Controlling
- Presse- und Informationszentrum
- Leitender Sanitätsoffizier

Der Chef des Stabes koordinierte die Arbeit des Kommandostabs. Die Abteilung Zentrale Koordinierung (Koord) arbeitete ihm direkt zu.
Aufgrund der Komplexität und der Einsatzerfordernisse war das Kommando in die zwei Bereiche Operationen und Unterstützung gegliedert:
Der Teilbereich Operationen unter der Leitung des Stellvertretenden Chef des Stabes Operationen war wie folgt gegliedert:
- Militärisches Nachrichten- und Geoinformationswesen (J2)
- Operationsführung (J3)
- Planung und Weiterentwicklung (J5)
- Ausbildung und Übungen (J7)
- Zivil-Militärische Zusammenarbeit (J9)
- Pioniereinsatz, Kampfmittelabwehr, Infrastruktur (JEngr).

Der Teilbereich Unterstützung unter der Leitung des Stellvertretenden Chefs des Stabes Unterstützung war wie folgt gegliedert:
- Personalabteilung (J1)
- Logistik (J4)
- IT- und Kommunikationsdienste (J6)
- Einsatzfinanzierung (J8)
- Sanitätsdienstliche Beratung (JMed).

Truppendienstlich unterstand dem KdoOpFüEingrKr das Unterstützungsbataillon Kommando Operative Führung Eingreifkräfte mit rund 700 Soldaten. Für den Einsatz wurden ihm modular multinationale Streitkräfte unterstellt.

## Interne Umbenennung
Von Mitte 2009 bis Mitte 2010 führte das KdoOpFüEingrKr eigenmächtig im Schriftverkehr sowie in PowerPoint-Präsentationen die Bezeichnung „KdoOpFü“, ohne den Zusatz „EingrKr“. Diese Bezeichnung war nicht mit der Bundeswehrführung abgestimmt und auch nicht von offizieller Stelle genehmigt worden. Sie geht auf die persönlichen Vorstellungen des damaligen Kommandeurs zurück. Das Kommando führt weiterhin die englische Bezeichnung „Response Forces Operations Command“, was der Abkürzung „KdoOpFüEingrKr“ entspricht.

## Befehlshaber
| Nr. | Name                                 | Beginn der Berufung | Ende der Berufung  |
| --- | ------------------------------------ | ------------------- | ------------------ |
| 4   | Generalleutnant Richard Roßmanith    | 18. Dezember 2012   | 1. Juli 2013(1)    |
| 3   | Generalleutnant Markus Bentler       | 30. September 2010  | 18. Dezember 2012  |
| 2   | Generalleutnant Wolf-Dieter Langheld | 10. Dezember 2008   | 30. September 2010 |
| 1   | Generalleutnant Jan Oerding          | 7. Oktober 2005     | 10. Dezember 2008  |

(1)danach: Multinationales Kommando Operative Führung

## Patenschaften
- Historische Bürgerwache Ehingen